# Anarchy (album Chumbawamby)
Anarchy – pochodzący z 1994 roku album brytyjskiej anarchopunkowej grupy Chumbawamba.

## Lista utworów
1. „Give the Anarchist a Cigarette” – 4:07
2. „Timebomb” – 3:40
3. „Homophobia” – 2:31
4. „On Being Pushed” – 0:31
5. „Heaven/Hell” – 2:26
6. „Love Me” – 3:51
7. „Georgina” – 2:26
8. „Doh!” – 0:20
9. „Blackpool Rock” – 0:28
10. „This Year’s Thing” – 4:04
11. „Mouthful of Shit” – 3:45
12. „Never Do What You Are Told” – 1:22
13. „Bad Dog” – 4:31
14. „Enough Is Enough” – 4:34
15. „Rage” – 2:50